# Joseph Louis Ripault-Desormeaux
Joseph Louis Ripault-Desormeaux (Orléans, 3 novembre 1724-Paris, 21 mars 1793), est un historien français.

## Biographie
Avocat au Parlement de Paris, Prévost général des armées, bibliothécaire du prince de Condé et historiographe de la maison de Bourbon, il fut élu à l'Académie des Inscriptions en 1771.
Il est l’oncle de Louis Ripault (savant orientaliste).

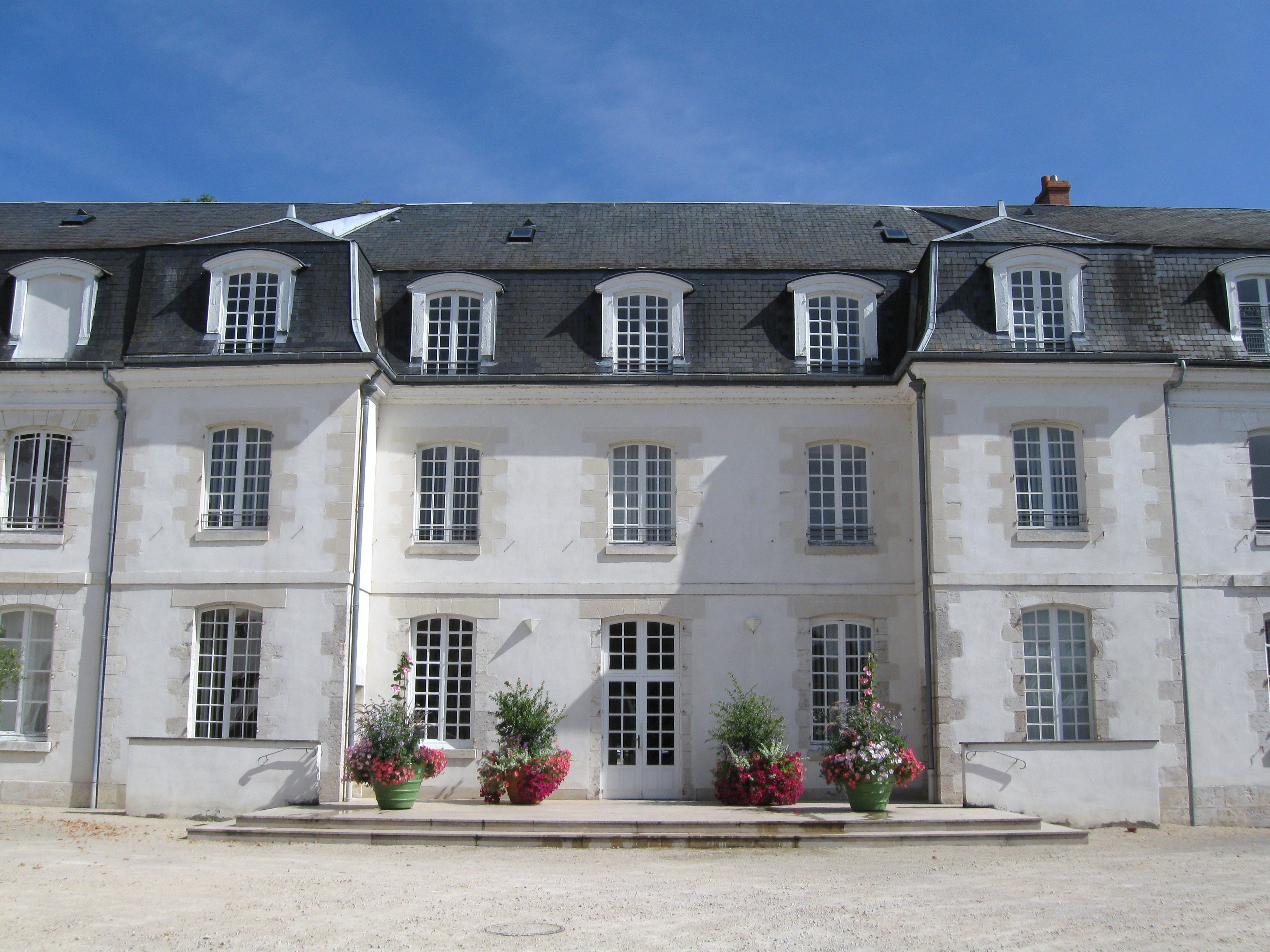
Hôtel de Ville de La Chapelle-Saint-Mesmin

De 1788 à 1793, il réside dans sa demeure le petit château à La Chapelle-Saint-Mesmin (Loiret), actuel Hôtel de Ville de cette commune.

## Œuvres
- Abrégé chronologique de l'histoire d'Espagne et de Portugal, 5 vol, 1758
- Histoire du maréchal de Luxembourg, 5 vol, 1764
- Histoire de la maison de Montmorenci, t. 1, Paris, Desaint & Saillant/Duchesne, 1764 (lire en ligne), t.2, 1764, t. 5, 1764
- Histoire de Louis de Bourbon, prince de Condé, 4 vol, 1766-1768 t. 1, t. 2
- Histoire de la maison de Bourbon, 5 vol, 1772-1785 t. 1, t. 2, t. 3, t. 4, t. 5
- Histoire des conjurations, conspirations et révolutions célèbres, tant anciennes que modernes, 10 vol., 1754-1760 t. 1